# Grabaciones olvidadas
Grabaciones Olvidadas es el cuarto álbum de Duncan Dhu, publicado en 1989. Está formado por los temas del primer mini-álbum de estudio Por Tierras Escocesas, así como canciones inéditas (¿Quién pintó las estrellas de carmín?) y descartes, como Pobre diablo y Taxi Mex 103 de su siguiente álbum Autobiografía. Además, contiene una versión del popular tema Bésame mucho. 

## Lista de canciones
1. El bosque - 4:17
2. ¿Quién pintó las estrellas de carmín? - 2:02
3. Mi amor - 3:33
4. Sir D'Halacourt - 2:27
5. Pobre diablo - 3:21
6. Taxi Mex 103 - 2:44
7. Fantasmas - 2:30
8. Una lanza, Una oración - 2:04
9. Bésame mucho - 2:41
10. Al caer la noche (twilight time) - 2:40
11. Volverán por mí - 2:30